# Gairsay
Gairsay är en ö i Storbritannien.   Den ligger i kommunen Orkneyöarna och riksdelen Skottland, i den norra delen av landet, 900 km norr om huvudstaden London. Arean är 2,4 kvadratkilometer.
Terrängen på Gairsay är platt. Öns högsta punkt är 97 meter över havet. Den sträcker sig 2,2 kilometer i nord-sydlig riktning, och 2,9 kilometer i öst-västlig riktning.